# Jánoska
Jánoska (szlovákul: Janovík) község Szlovákiában, az Eperjesi kerület Eperjesi járásában.

## Fekvése
Kassától 15 km-re északra, a Tarca jobb oldalán fekszik.

## Élővilága

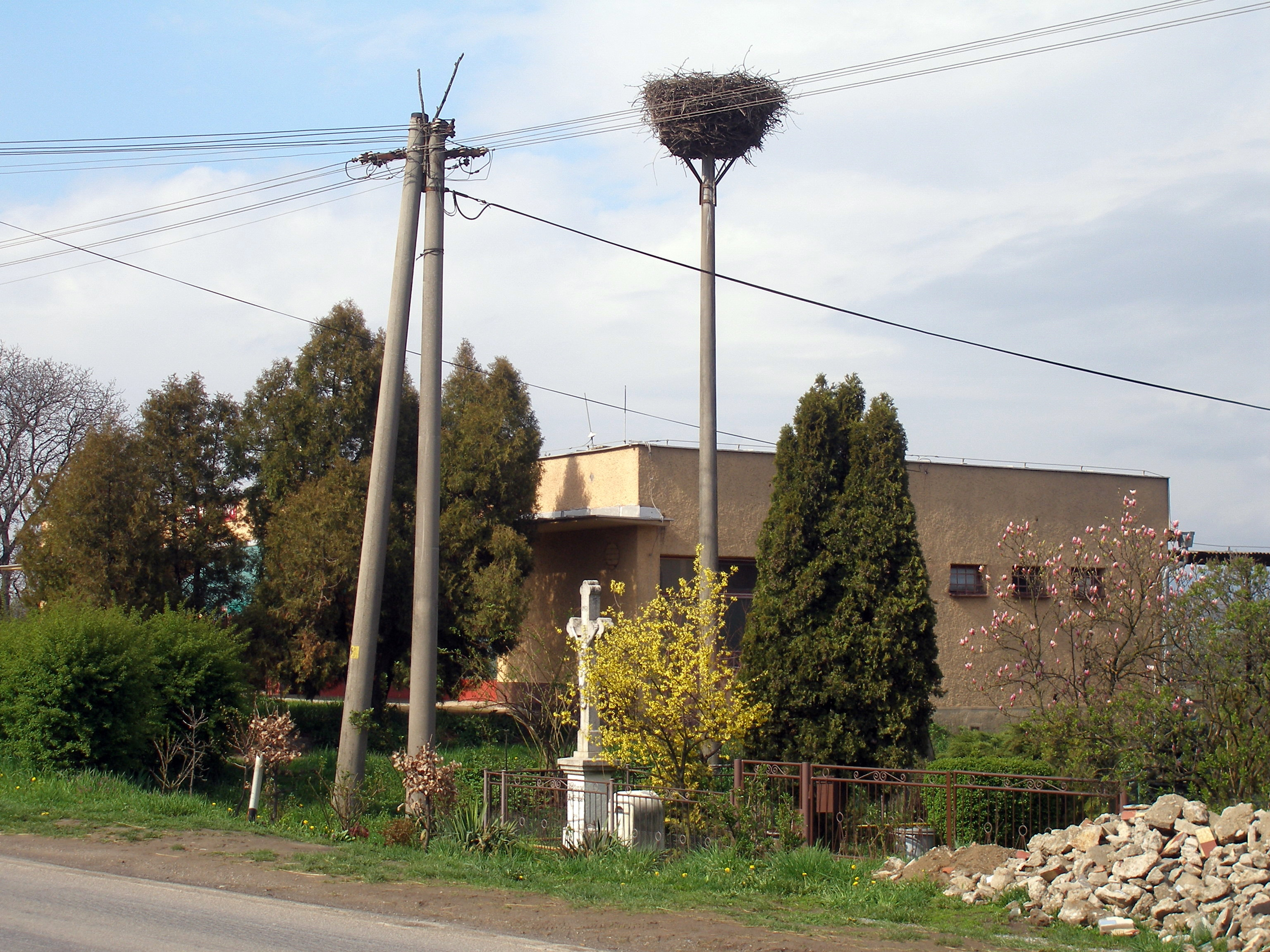

A faluban régóta fészkelnek gólyák. 2023-ban 3 gólyafiókát számoltak össze.

## Története
1330-ban „Jan” alakban említik először, mint az Aba nembeli Boduna comes birtokát. 1351-ben „Iwan” néven bukkan fel. 1427-ben 16 adózó portája volt. Több nemesi család birtokolta, majd a 17. századtól a Sztáray és Péchy családoké. 1787-ben 31 házában 215 lakos élt.
A 18. század végén Vályi András így ír róla: „JÁNOSKA. Tót falu Sáros Várm. földes Ura Péchy Uraság, lakosai katolikusok, földgye, réttye hasznos, legelője van, nagyobb piatzozásai Kassán, és Eperjesen.”
1828-ban 32 háza és 232 lakosa volt, akik földműveléssel, fuvarozással foglalkoztak. 1831-ben lakói részt vettek a koleralázadásban.
Fényes Elek 1851-ben kiadott geográfiai szótárában így ír a faluról: „Jánocska, tót falu, Sáros vmegyében, Böki szomszédságában 235 r., 20 g. kath. lak. F. u. Bujanovics.”
1920 előtt Sáros vármegye Lemesi járásához tartozott.

## Népessége
| Év:            | 1994. | 2004.   | 2014. | 2024.    |
| -------------- | ----- | ------- | ----- | -------- |
| Emberek száma: | 305   | 290     | 290   | 453      |
| Eltérés:       |       | -4,91 % | +0 %  | +56,20 % |

| Év:            | 2023. | 2024.   |
| -------------- | ----- | ------- |
| Emberek száma: | 437   | 453     |
| Eltérés:       |       | +3,66 % |

1910-ben 255, túlnyomórészt szlovák anyanyelvű lakosa volt.
2001-ben 301 szlovák lakosa volt.
2011-ben 270 lakosából 257 szlovák volt.

## Nevezetességei
- Keresztelő Szent János tiszteletére szentelt római katolikus temploma.